# Fajã Redonda
Na fajã Redonda, bastante abundante em águas há uma ribeira, onde existiram antigamente dois ou três moinhos de água, no lugar a que se chama "Os Corvos". Para além desta ribeira, existe outra que divide a fajã Redonda da fajã do Sanguinhal. A abundância de água brotava de quatro fontes relativamente fortes que corriam e ainda correm todo o ano.
Os Pássaros mais frequentes nesta fajã são: O cagarro, a gaivota, a pomba, o garajau, e o melro. De vez em quando ainda aparece ganso.
Os produtos cultivados nesta fajã sempre foram suficientes para prover às necessidades básicas dos seus habitantes. Quando por acaso faltava alguma coisa vinham à Ribeira Seca ou a Santo Antão buscar, mas faziam-no o mínimo possível porque a distância a percorrer era grande. Assim as pessoas tentavam produzir de tudo um pouco tirando da terra a sua auto-suficiência. 
No carreiro que ligava a fajã Redonda à fajã da Caldeira de Santo Cristo, ficaram soterrados uns homens aquando do terramoto de 1980, por consequência das rochas caídas. A partir dessa altura o atalho, que era talhado na rocha, ficou completamente destruído e intransitável.